# 2015 VJ168
2015 VJ168 est un objet transneptunien détaché, avec un diamètre d'environ 300 km, il pourrait éventuellement être qualifié comme planète naine. 